# Кшемйонка (Великопольське воєводство)
Кшемйонка (пол. Krzemionka) — село в Польщі, у гміні Ґодзеші-Великі Каліського повіту Великопольського воєводства.
Населення — 135 осіб (2011).
У 1975-1998 роках село належало до Каліського воєводства.

## Демографія
Демографічна структура станом на 31 березня 2011 року:
|          | Загалом | Допрацездатний вік | Працездатний вік | Постпрацездатний вік |
| -------- | ------- | ------------------ | ---------------- | -------------------- |
| Чоловіки | 59      | 13                 | 42               | 4                    |
| Жінки    | 76      | 16                 | 44               | 16                   |
| Разом    | 135     | 29                 | 86               | 20                   |